# Central-Cebu-Nationalpark
Der Central-Cebu-Nationalpark liegt 18 km westlich von Cebu City, der Hauptstadt der Provinz Cebu, auf der Insel Cebu auf den Philippinen. Es wurde ursprünglich am 15. September 1937 auf einer Fläche von 153,93 km² mit Inkrafttreten der Proklamation 202 als Naturschutzgebiet eingerichtet. Am 27. März 1971 wurde er mit Inkrafttreten der Proklamation 835-A um seinen Schutzstatus auf einen Nationalpark erweitert, die Fläche jedoch auf 118,94 km² verkleinert. Seit 2007 ist er Teil des Naturparks Central Cebu Protected Landscape, der gemäß den Richtlinien des National Integrated Protected Areas Systems (NIPAS) eingerichtet wurde. Er umfasst den Sudlon-Nationalpark, die Kotkot- und Lusaran River Watershed Forest Reserves und umfasst eine Fläche von 283,12 km². Ihn umgeben zwei Pufferzonen von 1,28 und 6,6 km².
Die Flora des Nationalparks ist sehr vielfältig und umfasst 200 Pflanzen- und Baumspezies, die endemisch in den Central Visayas sind.
Die Fauna im Nationalpark umfasst eine Reihe von seltenen Tierarten wie der Philippinen-Röhrennasenflughund (Nyctimene rabori), den Rotsteißkakadu (Cacatua haematuropygia), den Rotnackenliest (Todiramphus winchelli), den Schieferkopfbülbül (Ixos siquijorensis), den Cebuschama (Copsychus cebuensis) und den Vierfarben-Mistelfresser (Dicaeum quadricolor).